# Luleå Art Biennial
Luleåbiennalen genomfördes för första gången 1991, vilket gör den till Skandinaviens äldsta konstbiennal. Den drevs under de första åren av konstnärskollektivet Kilen Art Group. År 2013 var sista biennalen med Kilen Art Group, varpå en femårig dvala följde. Fem.år senare, 2018, återupptogs biennalen under ledning av Folkrörelsernas Konstfrämjande. 2018 års upplaga av biennalen gick under namnet Luleåbiennalen 2018: Tidjord.